# Douglas Clegg
Pour les articles homonymes, voir Clegg.
Douglas Clegg est un auteur américain de romans d'horreur, de fantasy et de science fiction. Il est né le 1er avril 1958 à Alexandria en Virginie.

## Œuvres
- Gestation (J'ai Lu SF, 1992)
- Neverland (J'ai Lu SF, 1999)
- La Danse du bouc (J'ai Lu SF, 2001)
- Le recueil de nouvelles Four Dark Nights, en 2002. Coécrit avec Bentley Little, Christopher Golden et Tom Piccirilli.
- (en) The Queen of Wolves (2007)

## Adaptations
- 2002 : Bad Karma de John Hough, avec Patsy Kensit, d'après son roman Bad Karma (1997)

## Prix et récompenses
- Lauréat du Prix Bram Stoker du meilleur recueil de nouvelles en 1999 pour The Nightmare Chronicles, lauréat la même année de l'International Horror Guild Award
- Nommé au Prix Bram Stoker du meilleur recueil de nouvelles en 2004 pour The Machinery of Night
- Nommé au Prix Bram Stoker du meilleur roman en 2002 pour The Hour Before Dark
- Nommé au Prix Bram Stoker de la meilleure nouvelle courte en 1997 pour I Am Infinite, I Contain Multitudes puis en 2004 pour A Madness of Starlings
- Nommé au Prix Bram Stoker du meilleur premier roman en 1989 pour La Danse du bouc (Goat Dance)
- Nommé au Prix Bram Stoker de la meilleure nouvelle longue en 2003 pour The Necromancer